# NGC 3668
NGC 3668 é uma galáxia espiral (Sbc) localizada na direcção da constelação de Ursa Major. Possui uma declinação de +63° 26' 47" e uma ascensão recta de 11 horas, 25 minutos e 30,3 segundos.
A galáxia NGC 3668 foi descoberta em 20 de Março de 1790 por William Herschel.